# Iouri Nikouline
Pour les articles homonymes, voir Nikouline.

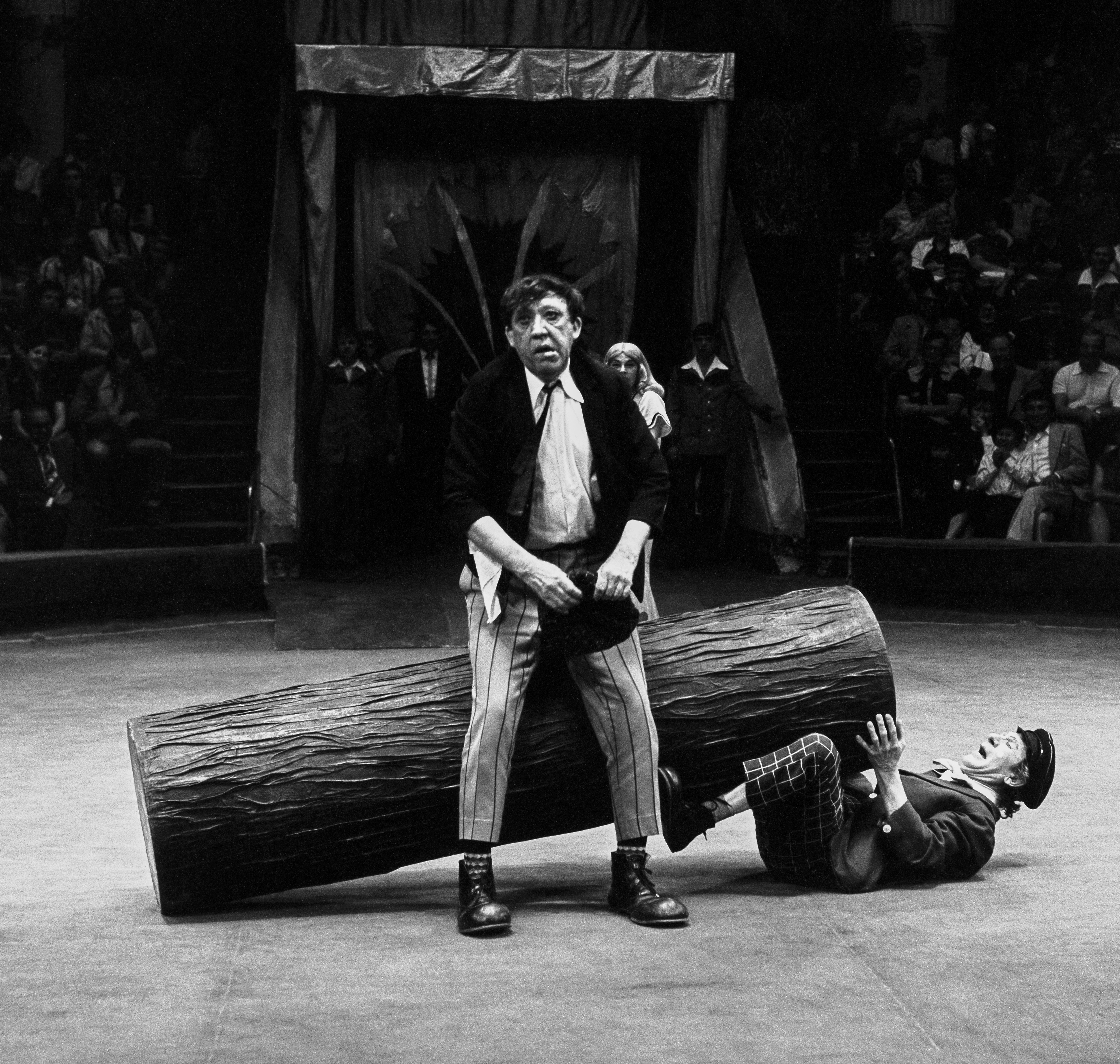
Nikouline et Chouidine.

Iouri Vladimirovitch Nikouline (en russe : Ю́рий Влади́мирович Нику́лин), né le 18 décembre 1921 à Demidov et mort le 21 août 1997 à Moscou, est un clown et un acteur russe de renom, qui joua dans de nombreux films populaires. Artiste exigeant, il énonce la rareté de comiques de vocation, en affirmant « de vrais clowns il en existe moins que de cosmonautes ».

## Biographie
Né à Demidov, dans le gouvernement de Smolensk, Youri est le fils de Vladimir et Lydia Nikouline, tous deux acteurs de théâtre dramatique local. En 1925, la famille vient s'installer à Moscou où le père gagne sa vie avec l'écriture de saynètes et, pendant un temps, comme reporter chez Izvestia. Youri participe aux représentations théâtrales de son école et fréquente le studio du Centre culturel artistique.
En 1939, Nikouline effectue son service militaire. Il sert dans l'unité d'artillerie antiaérienne pendant la Guerre d'Hiver contre la Finlande et la Grande Guerre patriotique. En 1943, il rejoint les rangs du parti communiste de l'Union soviétique. Démobilisé en mai 1946, avec le grade de sergent, il est décoré de la médaille du Courage, de la médaille pour la Défense de Léningrad et de l'ordre de la Guerre patriotique.
De retour à la vie civile, il pose sa candidature auprès de plusieurs écoles d'acteur et de théâtres, mais se voit recalé pour "manque de talent artistique". Il est enfin accepté dans le studio de formation de clowns au sein de Cirque de Moscou du boulevard Tsvetnoï[réf. souhaitée]. Il travaillera là-bas pendant plus de 50 ans, passant de simple clown à directeur du cirque qui portera son nom pour devenir le Cirque Nikouline de Moscou.
Au début de sa carrière, il assiste le célèbre clown Karandach tout comme son collègue Oleg Popov, qui par la suite parviendra aussi à se démarquer. Pendant sa formation, Nikouline fait connaissance de Mikhaïl Chouïdine qui lui aussi est un vétéran de guerre, un ancien tankiste. À partir de 1950, ils se produisent en duo. Nikouline incarne alors le personnage de Iourik, naïf et flegmatique, alors que son partenaire se montre au contraire espiègle et effronté. Leurs numéros se développent autour de cette opposition. Leur succès est si grand qu'ils participent à d'innombrables tournés : en France, en Belgique, au Royaume-Uni, en RDA, en Australie, au Brésil, au Canada, en Suède, en Pologne, au Japon, en Uruguay et aux États-Unis. À l'étranger, on perçoit Nikouline comme un "clown cérébral", en comparant son détachement mélancolique caractéristique à celui de Buster Keaton,. Il arbore peu de maquillage, seuls ses yeux sont soulignés de noir et le nez à peine rougi.
Sa carrière au cinéma commence en 1958, dans un épisode du film Jeune Fille à la guitare, puis compte encore quelques simples apparitions. L'artiste acquiert une célébrité nationale sous les traits de petit truand Balbes (qui signifie littéralement « bêta » en français), apparu pour la première fois dans une série de courts-métrages de Leonid Gaïdaï mettant en scène un petit trio de criminels dont les deux autres antihéros sont incarnés par Gueorgui Vitsine et Evgueni Morgounov. Gaïdaï développe le sujet autour de leurs mésaventures dans plusieurs de ses téléfilms. Nikouline tourne dans les films devenus cultes pour plusieurs générations de Soviétiques, comme Le Bras de diamant ou Les Vieillards-brigands. Il touche au registre dramatique également. Sa performance est remarquable dans Quand les arbres étaient grands, Andreï Roublev, Ils ont combattu pour la patrie, Vingt jours sans guerre. Il joue dans L'Épouvantail (1983), le film qui pour la première fois dans le cinéma soviétique parle du harcèlement en milieu scolaire, adapté du livre éponyme de Vladimir Jeleznikov.
En 1973, Nikouline reçoit le titre d'Artiste du peuple de l'URSS, puis celui de Héros du travail socialiste en 1990. Il est à deux reprises lauréat de l'ordre de Lénine.
Pendant toute sa vie, Youri Nikouline est un amateur d'histoires drôles, qu'il commence à collectionner pendant son service dans l'armée. Plus tard, il partage cette passion dans l'émission de télévision humoristique Club du Perroquet Blanc (Белый попугай) qu'il lance avec Eldar Riazanov en 1993. Il signe aussi un livre de blagues De la part de Nikouline.
Au festival Kinotavr de 1995, on lui remet le prix du conseil artistique pour l'ensemble de son œuvre.
Il institue en 1997 la fondation Cirque et Charité, censée venir en aide aux anciens artistes et soutenir les nouveaux talents.
Nikouline décède après une opération du cœur. Il est enterré au cimetière de Novodevitchi à Moscou. Sur sa tombe se dresse une statue le représentant, assis sur un banc, en compagnie d'un chien.

## Filmographie

### Télévision
- 1965 : Opération Y et autres aventures de Chourik
- 1967 : La Prisonnière du Caucase ou les Nouvelles Aventures de Chourik

### Cinéma
- 1961 : Très sérieusement (Совершенно серьёзно), film à sketches d'Eldar Riazanov, Leonid Gaïdaï, Naum Trakhtenberg, Eduard Emoïro et Vladimir Semakov
- 1961 : La Mégère apprivoisée (Укрощение ст* 1963 : Sans peur ni reproche (Без страха и упрёка) d'Alexandre Mitta : роптивой, Ukrochtchenie stroptivoï) de Sergueï Kolossov : chef de chœur
- 1962 : Quand les arbres étaient grands de Lev Koulidjanov : Kouzma Iordanov
- 1963 : Sans peur ni reproche (Без страха и упрёка) d'Alexandre Mitta : caméo
- 1965 : Opération Y et autres aventures de Chourik de Leonid Gaïdaï
- 1965 : Donnez-moi le livre des réclamations (Дайте жалобную книгу) d'Eldar Riazanov
- 1966 : Andreï Roublev d'Andreï Tarkovski : le moine Patrike
- 1969 : Le Bras de diamant (Brilliantovaya Rouka) de Leonid Gaïdaï
- 1971 : Les Douze Chaises (12 Stoulyev)
- 1973 : Les Vieux-brigands (Stariki-Razboïniki)
- 1975 : Ils ont combattu pour la patrie de Serge Bondartchouk
- 1976 : Vingt jours sans guerre d'Alekseï Guerman
- 1983 : L'Épouvantail (Чучело) de Rolan Bykov : grand-père de Léna

## Famille
Son fils, Maxime, prit sa succession comme directeur du cirque.

## Postérité
- Le cirque a été rebaptisé de son nom, Cirque Nikouline.
- Au-devant du cirque trône un monument à son effigie.

## Cirque Nikouline de Moscou

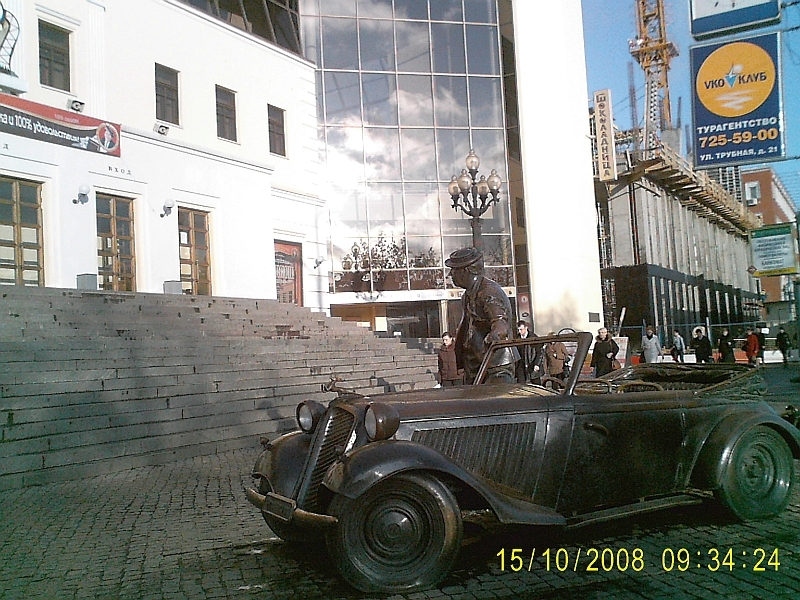
L'entrée du cirque Nikouline (Moscou)

Plus ancien cirque en dur de Russie, le cirque Nikouline de Moscou, établi sur le boulevard Tsvetnoï à Moscou, fut fondé par l'artiste Albert Salamonski le 20 octobre 1880. En 1919, le cirque fut nationalisé et devint le premier cirque d’État de Moscou. Le cirque connaît l’ombre noire du fascisme durant la Seconde Guerre mondiale, pendant laquelle le cirque continua de proposer des spectacles.
Au début des années 1960, Youri Nikouline s’accomplit depuis déjà plusieurs années en tant que clown au cirque. En 1983, Youri Nikouline est nommé producteur en chef du vieux cirque de Moscou. La dernière représentation du cirque, sous cette forme, se tiendra le 13 septembre 1985. Il fut ensuite détruit en raison de son insalubrité (seule la façade est préservée) pour être reconstruit quelques années plus tard. Youri Nikouline prend la direction du cirque, et une ère nouvelle commence pour le cirque du boulevard Tsvetnoï.
Sa programmation renaît, plus innovante que jamais. La modernité et la maîtrise technique des spectacles présentés par le Cirque Nikouline de Moscou en font une structure de création contemporaine ouverte aux jeunes artistes de cirque. Cette orientation donnée au cirque Nikouline de Moscou s’appuie sur une puissante infrastructure : doté d’une salle pouvant accueillir jusqu’à 2000 spectateurs, il propose deux créations par année. Le cirque Nikouline dispose d’un studio de création, qui présente des numéros indépendants conçus par des metteurs en scène invités. Il possède également un studio d’enregistrement, des ateliers de conception et de création de costumes, de construction de décors… Un environnement consacré entièrement à la création et à la vie du cirque.
Afin de préserver la mémoire de l’histoire du cirque, le Cirque Nikouline a dédié en son sein un musée où est reconstituée une loge de clown du milieu du XIXe siècle. Soutenue par la Ville de Moscou, la direction générale du cirque Nikouline a été reprise en 1998 par le fils de Youri Nikouline, Maxime Nikouline.
En 2010, le cirque Nikouline de Moscou présente en France son spectacle DAVAï ! lors d'une tournée exceptionnelle.

## Distinctions
- Médaille du Courage : 1945
- Artiste du peuple de l'URSS : 1973
- Ordre de Lénine : 1980 et 1990
- Ordre du Drapeau rouge du Travail : 1985
- Ordre de la Guerre patriotique : 1985
- Héros du travail socialiste : 1990
- Ordre du Mérite pour la Patrie: 1996
- Ordre de l'Insigne d'Honneur
- Médaille pour la victoire sur l'Allemagne dans la Grande Guerre patriotique de 1941-1945 (1945)